# Județul Orhei (Republica Moldova)
Județul Orhei a fost un județ al Republicii Moldova, până la reorganizarea administrativ-teritorială pe raioane a țării. Se învecina cu județele Soroca, Ungheni, Bălți și Chișinău și cu Unitățile administrativ-teritoriale din stînga Nistrului. Capitala sa era orașul Orhei.
Relieful județului este variat și complex, se prezintă sub forma unui fost amfiateatru natural din arcul Codrului, cu regiuni deluroase, având o altitudine medie de 275 m.